# Todor Balabanow
Todor Iwantschow Balabanow (bulgarisch Тодор Иванчов Балабанов; * 1852 in Wraza, Osmanisches Reich; † 15. März 1912 in Sofia, Zarentum Bulgarien) war ein bulgarischer Freiheitskämpfer, Unternehmer und Industriepionier.

## Eltern und Geschwister
Todor Balabanow kam 1852 als erstes Kind des Kaufmanns Iwantscho Zwetanow Balabanow (Иванчо Зветанов Балабанов) und seiner Frau Elena in dem im Balkangebirge gelegenen Wraza (Враца) im Osmanischen Reich zur Welt. Seine jüngeren Geschwister waren sein Bruder Konstantin, genannt Kosta oder Koto (* 1855 in Wraza; † 1917 in Sofia) und seine Schwester Anastasia. Beide Brüder arbeiteten zeitlebens fruchtbar zusammen, wobei Todor eher als Ideengeber und Konstantin eher als Macher galt.

## Unternehmerische Tätigkeit
Todors Vater, Iwantscho Balabanow, wuchs in Armut auf. Um seinen Söhnen einen guten Start ins Leben zu geben, ermöglichte er ihnen eine Lehre bei dem reichen Wrazaer Kaufmann Janaki Tschochadshiew (Янаки Чохаджиев). Nach Beendigung der Lehrzeit machte sich Todor Balabanow als Kaufmann selbständig. Die Unabhängigkeit Bulgariens eröffnete ihm neue Geschäftsfelder. 1878 begann er, Seide, Vieh und Leder im Umland von Wraza aufzukaufen und nach Italien, nach Serbien, in die Türkei sowie in weitere Staaten zu exportieren. 1880 erwarb er 30 Hektar Land in Mesdra. 1884 begann er dort den Bau einer Spiritusfabrik. Am 1. Apriljul. / 13. April 1898greg. nahm mit diesem Werk die erste moderne Industrieanlage Mesdras ihren Betrieb auf. Zusätzlich eröffnete Todor Balabanow ein Firmenkontor in Wraza und agierte als örtlicher Vertreter der Bulgarischen Nationalbank.
1885 zog er mit seiner Frau nach Sofia. Dort profitierte er von der einsetzenden dynamischen Entwicklung der Wirtschaft des Landes. Seine Firma übernahm den Bau der Eisenbahnverbindung zwischen Pernik und Radomir. Später engagierte er sich bei der Errichtung der Bahnlinie Sofia–Roman. In Sofia war er als Bauherr von Bedeutung. So initiierte er 1891 den Bau der Löwenbrücke (Лъвов Мост), die später zu einem Symbol der Hauptstadt wurde. Er ließ unter anderem auch das Gebäude Boulevard Zar Oswoboditel Nr. 5 (Булевард Цар Освободител №5) errichten, in dem sich das im Stil der Wiener Sezession eingerichtete „Schriftsteller-Café“ (Пизатеслско Кафене) befand. Dieses Gebäude wurde 1975 abgetragen. 1903 war Todor Balabanow Gründungsmitglied des Bulgarischen Industriellenverbandes (Съюза на българските индустриалци), dessen Vorsitzender er bis zu seinem Tod im Jahre 1912 blieb.
1902 gelang es Todor und seinem Bruder Konstantin, eine Konzession zur Bewirtschaftung der Wälder des Rilaklosters für 20 Jahre zu erhalten. Dazu gründeten sie, zusammen mit Carlo Vaccaro, die Bulgarische Forstindustrie AG (Българска Горска Индустрия А.Д., Abkürzung БГИ). Sitz der Gesellschaft war Sofia. Die Firma wurde 1903 in das Handelsregister eingetragen. Im Dorf Barakowo eröffneten sie ein großes Sägewerk, das 1200 Arbeitsplätze bot. Bereits im Jahr 1904 reichte die Firma ein Gesuch auf Bau einer Schmalspurbahn vom Rilakloster über Dupniza nach Radomir beim Ministerium für öffentliche Arbeiten, Straßen und Verkehr ein. Dabei war bereits die Möglichkeit einer Elektrifizierung angedacht. Hinsichtlich einer Länge von über 100 km wurde das Ansuchen jedoch abschlägig beschieden. Nach dem Tod Todor Balabanows am 15. März 1912 wurde sein Sohn Iwan Balabanow Mehrheitsaktionär der Gesellschaft. Er führte das Werk seines Vaters weiter. 1929 wurde das Sägewerk in Barakowo in eine Kartonagen- und Papierfabrik umgewandelt. Daraus entwickelte sich die größte Papierfabrik der Balkanhalbinsel, die bis in die erste Dekade des 21. Jahrhunderts Bestand hatte.

## Politische und philanthropische Aktivitäten
Todor Balabanow und sein Bruder waren bereits in jungen Jahren politisch aktiv und setzten sich für die Unabhängigkeit Bulgariens ein. Die beiden Lehrer Iwan Slawejkow (Иван Славейков) und Christo Daskalow (Христо Даскалов) gründeten in der Stadt Wraza ein Revolutionskomitee der IRO, dem auch Todor und Kosta beitraten. Am 19. Oktober 1872 nahm Todor als Repräsentant des Wrazakomitee an einem geheimen Treffen des Komitees am Rilakloster teil. Nach dem von osmanischen Truppen niedergeschlagenen Aprilaufstand von 1876 wurde er verhaftet, aufgrund einer vom Sultan erlassenen Amnestie aber bald wieder entlassen. 1877 spendeten beide Brüder eine beträchtliche Summe für den Aufbau einer bulgarischen Miliz.
Nach der Unabhängigkeit Bulgariens im Züge des russisch-osmanischen Krieges (1877/78) und der Errichtung des Fürstentum Bulgariens unterstützte Todor Balabanow die Liberale Partei (Либерална Партия). 1880 wurde er als Abgeordneter der Stadt Wraza in die II. Ordentliche Nationalversammlung (23. März 1880 bis 18. Dezember 1880) gewählt. An der II. Großen Nationalversammlung am 1. Julijul. / 13. Juli 1881greg. kam es zur Außerkraftsetzung der Verfassung von Tarnowo, um Fürst Alexander I. die geforderten außerordentlichen Regierungsvollmachten zu gewähren. Diese machten ihn faktisch zum Alleinherrscher. Der ehemalige liberale Ministerpräsident Dragan Zankow wurde unter Hausarrest gestellt. Er musste Sofia verlassen und siedelte nach Wraza über. In der Stadt kam es zu einer Vertiefung der Kluft zwischen liberalen und konservativen Kräften. Dabei stellten sich Todor und Konstantin auf die Seite der Liberalen. Sie gewannen damit das Vertrauen dreier zukünftiger Ministerpräsidenten: Stefan Stambolow, Dr. Wassil Radoslawow und Dr. Stojan Danew. Nach Aufsplitterung der Liberalen Partei 1884 unterstützte er die Progressiv-Liberale Partei (Прогресивнолиберална Партия) unter Leitung von Dragan Zankow. Todor war des Weiteren Mitglied der XII. Ordentlichen Nationalversammlung (15. Oktober 1893 bis 21. Dezember 1893) sowie der V. Großen Nationalversammlung (9. Juni bis 9. Juli 1911).

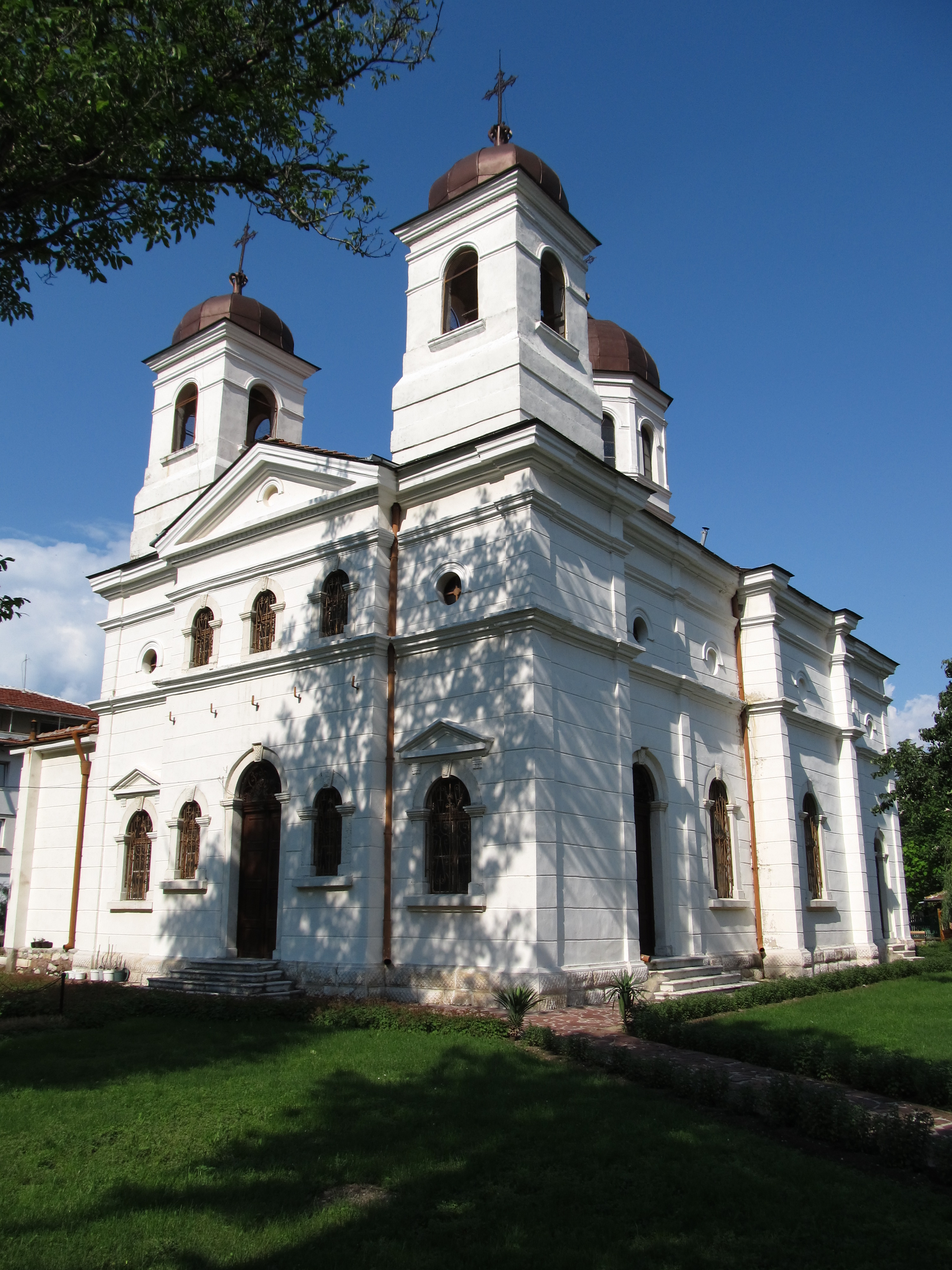
Kirche »Hll. Konstantin und Helena« in Wraza

Die Gebrüder Balabanow traten auch als Philanthropen hervor. So förderten sie den Bau des Kulturhauses (читалище) in Wraza, der Kirche in der heutigen Geistlichen Akademie Sofia sowie der Kirche »Heilige Konstantin und Helena« (Св. св. Константин и Елена) in Wraza, die auch unter dem Namen »Heilige Könige« (Свети царей) bekannt ist. Zusätzlich unterstützten sie das Schulwesen in ihrer Heimatstadt durch finanzielle Zuwendungen.

## Ehe und Kinder
Todor Balabanow heiratete Elena Petschenjakowa (Елена Печенякова), die älteste Tochter des Kaufmanns Zachari Petschenjakow (Захари Печеняков) aus Wraza. Das Ehepaar hatte drei Söhne und zwei Töchter. Ihre ältesten Söhne waren Sacharij (* 1880) und Stefan (* 1884). Ihr dritter Sohn Iwan Balabanow kam am 11. Mai 1887 in Sofia zur Welt und absolvierte später die Hochschule für Welthandel in Wien, ihre Töchter Zwetanka und Zora in den Jahren 1890 und 1900.
Iwan Balabanow wurde in der Zwischenkriegszeit zu einem der größten Industriellen Bulgariens. Erbauer und Besitzer des emblematischen Grand Hotel Imperial in Sofia (ul. Saborna Nr. 2), Besitzer und Anteilseigner von mehreren Fabriken, Präsident des Bundes der Industriellen Bulgariens (1912–44) sowie der bulgarischen Niederlassung des italienischen Konzerns Montecatini; Vize-Präsident der bulgarische Niederlassung der Banca Commerciale di Milano. Mit der kommunistischen Machtergreifung in Bulgarien im Zuge des Zweiten Weltkriegs emigrierte Iwan mit seiner kleinsten Tochter Bistra 1948 nach Australien, bevor er sich in Mailand niederließ, wo er 1969 verstarb.

## Lebensmotto
„Arbeite für die Gesellschaft, um dich selbst zu finden und dich weiter zu entwickeln!“ (Работи за обществото, за да намериш и постигнеш себе си!)

## Ehrungen

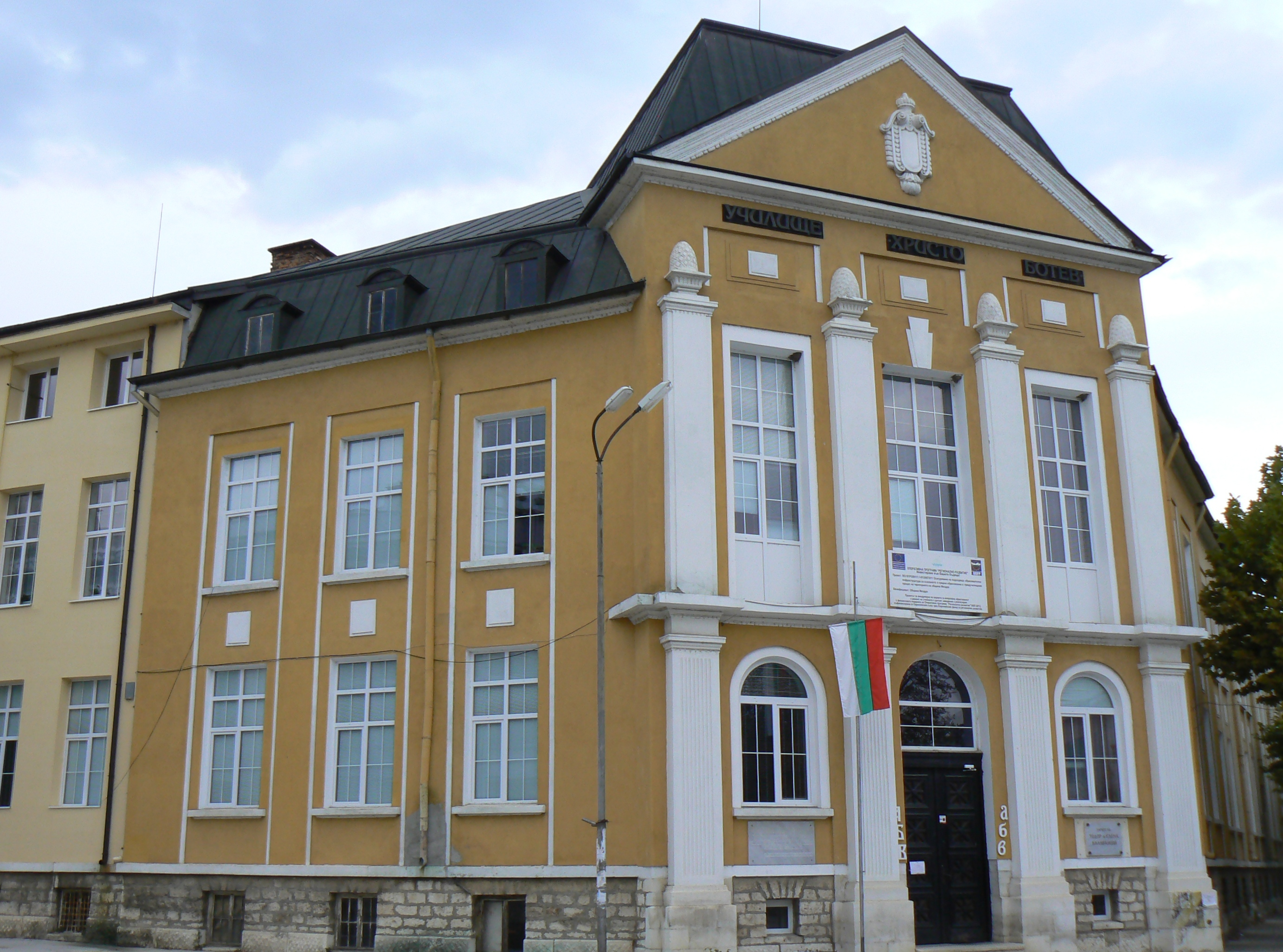
Eingang der Grundschule Christo Botew in Mesdra (bis 9. September 1944 Todow Balabanow Grundschule). Erbaut von mit den Mitteln von Elena, Iwan und Zora Balabanow

Eine Straße am Südwestrand von Wraza trägt den Namen „Uliza Todor Balabanow“ (ул. Тодор Балабанов). Dem Wirken Todor Balabanows ist auch ein Abschnitt im von der Stadt Wraza 2013 herausgegebenen Buch „Wrazaer Aufklärer und Stifter“ (Врачански будители и дарители) gewidmet. Das am 25. Juni 2017 eröffnete Museum „Iwan T. Balabanow“ (Музей Иван Т. Балабанов) in Barakowo erinnert sowohl an die Leistungen Iwan Balabanows als auch an die seines Vaters. Bis zur Machtübernahme der Kommunisten in Bulgarien 1944 trug die Grundschule in Mesdra den Namen Todor Balabanow (heute Grundschule Christo Botew).